# Phycidae
Phycidae é uma família de peixes actinopterígeos pertencentes à ordem Gadiformes.

## Géneros
- Urophycis brasiliensis (Kaup, 1858) - Bacalhau-brasileiro;
- Urophycis chuss (Walbaum, 1792) - Merluza-vermelha;
- Urophycis cirrata (Goode & Bean, 1896) - Merluza-do-golfo;
- Urophycis earllii (Bean, 1880) - Merluza-da-carolina;
- Urophycis floridana (Bean & Dresel, 1884) - Bacalhau-do-sul;
- Urophycis mystacea (Miranda-Ribeiro, 1903);
- Urophycis regia (Walbaum, 1792) - Bacalhau-pintado;
- Urophycis tenuis (Mitchill, 1814) - Merluza-branca.